# Liste der Pfarren im Dekanat Walgau-Walsertal
Das Dekanat Walgau-Walsertal ist ein Dekanat der römisch-katholischen Diözese Feldkirch.

## Seelsorgestellen mit Kirchengebäuden und Kapellen im Walgau
| Seelsorgestellen | Inkorporation | Patrozinium                         | Kirchengebäude und Kapellen |                           |
| ---------------- | ------------- | ----------------------------------- | --- | ------------------------- |
| Bludesch         |               | Hl. Jakobus der Ältere              | Pfarrkirche Bludesch Filialkirche Zitz Hl. Nikolaus, Annakapelle im St.-Anna-Heim, Kapelle in der Lungenheilstätte Gaisbühel | Filialkirche Hl. Nikolaus |
| Gurtis           |               | Unsere Liebe Frau Mariä Heimsuchung | Kuratienkirche Gurtis Maria-Rosenkranzkönigin-Kirche in Gurtis-Mockenbill |                           |
| Ludesch          |               | Hl. Sebastian                       | Neue Pfarrkirche Ludesch Alte Pfarrkirche Ludesch Hl. Martin, Mariahilfkapelle in Ludescherberg |                           |
| Nenzing          |               | Hl. Mauritius                       | Pfarrkirche Nenzing Filialkirche Beschling Hll. Julius, Ottilia und Martin, Rochuskapelle in Gamperdona im Nenzinger Himmel, Kapelle in Gafrenga, Maria-Schnee-Kapelle in Halden, Wallfahrtskirche Rosenkranzkönigin in Kühbruck, Kapelle Hll. Valentin und Magnus in Latz, Kriegergedächtniskapelle Mariex, Mariä-Krönung-Kapelle in Motten, Kapelle Pardellenbild in Motten, Kapelle am Nenzinger Berg, Kapelle an der Mautstelle in den Nenzinger Himmel | Hl. Mauritius             |
| Thüringen        |               | Hl. Stephan                         | Pfarrkirche Thüringen Annakirche, Lourdeskapelle | Hl. Stephan               |

## Seelsorgestellen mit Kirchengebäuden und Kapellen im Großen Walsertal
| Seelsorgestellen | Inkorporation      | Patrozinium                              | Kirchengebäude und Kapellen                                                                   |                           |
| ---------------- | ------------------ | ---------------------------------------- | --------------------------------------------------------------------------------------------- | ------------------------- |
| Blons            | Kloster Einsiedeln | Unsere Liebe Frau Unbefleckte Empfängnis | Pfarrkirche Blons                                                                             |                           |
| Buchboden        |                    | Unsere Liebe Frau Mariä Geburt           | Pfarrkirche Buchboden                                                                         | Mariä Geburt              |
| Fontanella       |                    | Hl. Sebastian                            | Pfarrkirche Fontanella Annakapelle in Faschina                                                | Hl. Sebastian             |
| Marul            |                    | Hl. Katharina                            | Kuratienkirche Marul                                                                          | Hl. Katharina             |
| Raggal           |                    |                                          | Pfarrkirche Raggal Hubertuskapelle in Hof, Lourdeskapelle in Plazera, Mariakapelle in Rufenen | Hll. Nikolaus und Theodul |
| St. Gerold       | Kloster Einsiedeln | Hl. Gerold                               | Propstei Sankt Gerold Antoninkapelle in der Propstei, Hauskapelle in der Propstei             | Hl. Gerold                |
| Sonntag          |                    | Hll. Oswald und Dominikus                | Pfarrkirche Sonntag Mariahilfkapelle beim Bad Rotenbrunnen                                    | Hll Oswald u Dominikus    |
| Thüringerberg    |                    | Hl. Andreas                              | Pfarrkirche Thüringerberg Mariakapelle in Parplons, Mariakapelle in Rauhen, Hubertuskapelle   | Hl. Andreas               |

## Dekanat Walgau-Walsertal
Das Dekanat wurde zum 1. September 1967 durch Abtrennung vom Dekanat Bludenz-Sonnenberg errichtet. Es umfasst fünf Seelsorgestellen im Walgau und acht im Großen Walsertal.
Dekane
- 1967 bis ? Georg Schelling, Pfarrer von Nenzing
- 2003–2009, 2009–2015 Hubert Lenz, Pfarrer von Nenzing[1]
- seit 2015 Christoph Müller, Pfarrer in Blons und St. Gerold[2]